# Romano Boico
Romano Boico (Trieste, 1910 – Trieste, 1985) è stato un architetto italiano.

## Biografia
Romano Boico si diploma al Regio istituto industriale di Trieste nel 1930, la scuola che formava i Baumeister, e svolge il suo primo apprendistato come tecnico in Liguria, successivamente nel Comune di Zara, infine ad Arsia, durante la realizzazione della città mineraria progettata da Gustavo Pulitzer Finali.
Prosegue gli studi negli anni della guerra all'Università di architettura di Venezia, dove si laurea nel 1944, e dopo alcuni trasferimenti a Gorizia e Milano si ristabilisce a Trieste, per ricominciare una nuova carriera professionale di architetto.
I suoi primi lavori sono ancora ricchi delle suggestioni ricevute dal classicismo mediterraneo, visto e studiato negli anni Trenta e Quaranta, come nel villaggio-giardino di case popolari a Cologna in Monte (1946) e nel progetto per la sopraelevazione con giardino pensile dell'Istituto nautico a Trieste (1946), ma si orienta rapidamente verso altre tendenze.
Boico è interessato alla ricerca di un'architettura dal linguaggio moderno più internazionale, senza rinunciare a riferimenti mediterranei, come nella casa d'appartamenti in via Murat (1948) e nel progetto per una casa a torre in via Giulia (1947 e 1953), o nella successiva casa della Cooperativa Edificatrice Dipendenti INAIL (1950).
Per questo motivo è fondamentale nella sua professione la collaborazione con Aldo Cervi, ancora più incline al rigore razionalista, in diverse opere quali il progetto per un Istituto di rieducazione minorile (1948), il progetto di concorso per la sede e i servizi generali dell'Ente Porto Industriale (1952), infine, con l'aggiunta nel gruppo di Vittorio Frandoli, il concorso per il mercato ortofrutticolo (1951 e 1954) e il Poliambulatorio e sanatorio chirurgico dell'INAM (1950-1956).
Contemporaneamente Boico coltiva l'interesse, già avviato durante gli studi universitari, per l'architettura d'interni e l'arredamento, che lo porta a progettare inizialmente il negozio Grandi Marche (1948) e successivamente interni di appartamenti.
Anche in questo campo è decisiva l'esperienza maturata nel gruppo capeggiato da Umberto Nordio, con Cervi, Vittorio Frandoli e spesso lo scultore Marcello Mascherini, per la progettazione di importanti interni di motonavi, a partire dal Conte Biancamano (1949) per poi proseguire con le Australia (1951), Augustus (1951), Asia (1952-1953), Africa (1951-1952) e Homeric (1954).
Il legame tra l'architettura e le opere d'arte negli interni e la ricerca di forme sempre più dinamiche saranno filoni di ricerca costantemente presenti nelle successive opere di Boico.
Negli anni Cinquanta mette in pratica le sue prime esperienze con la realizzazione a Trieste della sede INAIL (1952-1957) in via del Teatro Romano, importante intervento a torre del cuore del centro cittadino, e la costruzione delle tribune dell'ippodromo di Montebello (1951-1958), sperimentando un liberatorio espressionismo strutturale che gli procura l'attenzione di importanti riviste di settore.
La sintesi di queste diverse esperienze progettuali avviene attraverso la lettura degli scritti di Bruno Zevi, quindi al suo interessamento per l'architettura organica e alla conoscenza dei principi progettuali di Ernesto Nathan Rogers, presente spesso a Trieste per tenere delle conferenze.
Saranno infatti le opere della seconda metà degli anni Cinquanta, a partire dalla casa Alberi a Duino (1957-1961), a caratterizzare una progettazione più coerente verso forme organiche e nel rispetto delle preesistenze ambientali, come si ritrova anche nella fabbrica Sadoch (1956) e nelle successive casa Bacchelli a Duino (1961-1964), casa Sadoch (1963-1964) e la casa del custode (1963-1964) nel quartiere residenziale "I tigli".
Su questa linea si collocano anche gli interventi residenziali come capogruppo nel quartiere Borgo San Sergio (dal 1957), coordinato da Rogers, e nel quartiere INA - Casa di Chiadino in Monte (1957-1965), e tra le applicazioni più coerenti della poetica delle preesistenze ambientali ritroviamo la casa canonica della chiesa di San Francesco a Muggia (1963-1967).
Dal 1963 fino al 1980 Boico insegna Architettura d'allestimento presso l'istituto di architettura navale dell'Università di Trieste, ed è l'occasione per riflettere nuovamente sull'idea di una spazialità dinamica degli interni insieme ad un linguaggio sempre più astratto.
È degli anni Sessanta infatti l'ultima svolta stilistica in tal senso di Boico, che si manifesta inizialmente in particolare negli interni delle motonavi Guglielmo Marconi (1961-1963), Oceanic (1962-1965) e Italia (1964-1967), per poi esprimersi con vigore nella casa per il critico d'arte Garibaldo Marussi (1964-1967) e nella casa dello scultore Marcello Mascherini (1966-1967).
A questo filone appartengono anche le numerose realizzazioni di questi anni, frutto dell'intensificarsi dell'attività professionale, tra cui si ricordano la villa Perizi a Duino (1962-1971), la casa dello studente dell'Università di Trieste (1972-1979), la casa Bergamini a Basovizza (1971-1975), la casa Isoardi (1972-1976), la ristrutturazione dell'appartamento Malabotta (1974), infine la casa per sé a Grignano (1976-1979).
In questi anni, infine, Boico affronta il progetto più rappresentativo della sua ultima ricerca di un'architettura essenziale ed antiretorica, con la realizzazione del monumento della Risiera di San Sabba a Trieste (1966-1975).
Muore a Trieste nel 1985.

## Archivio
Per maggiori notizie sull'archivio Romano Boico contattare la Soprintendenza archivistica per il Friuli Venezia Giulia.